# Girolamo Casio
Girolamo Pandolfi, meglio conosciuto come Girolamo Casio o Girolamo Casio de' Medici (Castel di Casio, 1464 – 1533), è stato un avventuriero italiano.

## Biografia
Giocoliere e viaggiatore, fu autore dell'apprezzata raccolta di rime Libro intitolato a Cronica (1529).
Soggiornò alla corte gonzaghesca di Gazzuolo, ospite del vescovo di Mantova Ludovico Gonzaga, raffinato collezionista di opere d'arte.